# Comuna Oxelösund
Oxelösund (Oxelösunds kommun) este o comună din comitatul Södermanlands län, Suedia, cu o populație de 11.403 locuitori (2013).

## Geografie

### Zone urbane
Lista celor mai mari zone urbane din comună (anul 2015) conform Biroului Central de Statistică al Suediei:
| Nr | Zona urbană | Pop.   |
| -- | ----------- | ------ |
| 1  | Oxelösund   | 11.157 |
| 2  | Inskogen    | 228    |

## Demografie
| \| Evoluția demografică în comuna Oxelösund, 1970–2015 \| Evoluția demografică în comuna Oxelösund, 1970–2015 \| Evoluția demografică în comuna Oxelösund, 1970–2015 \| Evoluția demografică în comuna Oxelösund, 1970–2015 \| Evoluția demografică în comuna Oxelösund, 1970–2015 \| \| ----------------------------------------------------------------------------------------------------- \| --------------------------------------------------- \| --------------------------------------------------- \| --------------------------------------------------- \| --------------------------------------------------- \| \| An \| \| \| Locuitori \| \| \| 1970 \| 1970 \| \| 15164 \| 15164 \| \| 1975 \| 1975 \| \| 14211 \| 14211 \| \| 1980 \| 1980 \| \| 14120 \| 14120 \| \| 1985 \| 1985 \| \| 13137 \| 13137 \| \| 1990 \| 1990 \| \| 13035 \| 13035 \| \| 1995 \| 1995 \| \| 11747 \| 11747 \| \| 2000 \| 2000 \| \| 10866 \| 10866 \| \| 2005 \| 2005 \| \| 11134 \| 11134 \| \| 2010 \| 2010 \| \| 11193 \| 11193 \| \| 2015 \| 2015 \| \| 11701 \| 11701 \| \| Sursa: SCB - Statistika Centralbyrån, Folkmängd efter region, civilstånd, ålder och kön. År 1968–2016 \| \| \| \| \| |      |  |           |       |
| Evoluția demografică în comuna Oxelösund, 1970–2015 |      |  |           |       |
| An |      |  | Locuitori |       |
| 1970 | 1970 |  | 15164     | 15164 |
| 1975 | 1975 |  | 14211     | 14211 |
| 1980 | 1980 |  | 14120     | 14120 |
| 1985 | 1985 |  | 13137     | 13137 |
| 1990 | 1990 |  | 13035     | 13035 |
| 1995 | 1995 |  | 11747     | 11747 |
| 2000 | 2000 |  | 10866     | 10866 |
| 2005 | 2005 |  | 11134     | 11134 |
| 2010 | 2010 |  | 11193     | 11193 |
| 2015 | 2015 |  | 11701     | 11701 |
| Sursa: SCB - Statistika Centralbyrån, Folkmängd efter region, civilstånd, ålder och kön. År 1968–2016 |      |  |           |       |